# Ferruccio Biancini
Ferruccio Biancini (Pomponesco, 18 août 1890 - Rome, 19 mars 1955) est un acteur, producteur, scénariste et réalisateur de film italien. Il apparaît dans une quinzaine de films entre 1916 et 1950.

## Filmographie
- 1916 : L'Énigme du château
- 1916 : Le Crépuscule du cœur
- 1917 : La Danseuse voilée
- 1919 : Le Capitaine Fracasse
- 1920 : L'Ombre
- 1921 : La Fille Elisa
- 1921 : Théodora
- 1922 : Néron
- 1923 : Dans les laves du Vésuve
- 1926 : Les Derniers Jours de Pompéi
- 1940 : Madeleine, zéro de conduite
- 1950 : Hochzeitsnacht im Paradies